# Каннабе, Хіросіма
Каннабе (яп. 神辺町, Каннабе-чо) містечко в окрузі Фукуяма, Префектура Хіросіма, Японія.
Станом на 2003 рік населення міста становило 40 498 осіб, а густота – 712,87 осіб на км 2. Загальна площа 56,81 км 2 .
1 березня 2006 року Каннабе було приєднано до розширеного міста Фукуяма. 
1. ↑  総務省｜令和2年版　地方財政白書｜資料編　〔附属資料〕　昭和60年度以降の市町村合併の実績 [Record of Municipal Mergers Since Showa 60]. 総務省 (яп.). Процитовано 28 лютого 2024.